# Religión tradicional vietnamita

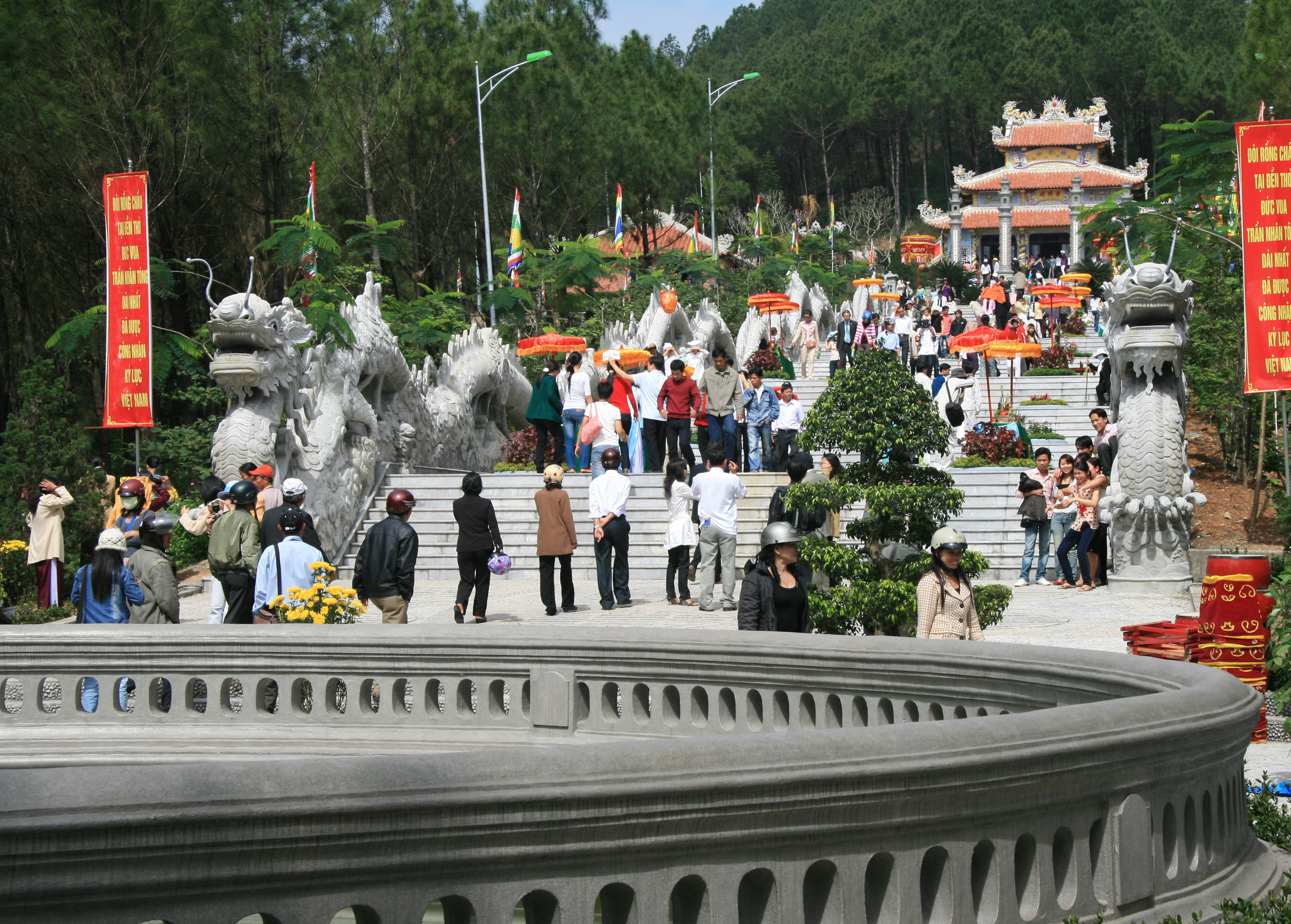
La gente en torno al nuevo santuario Trần Nhân Tông de Huế.

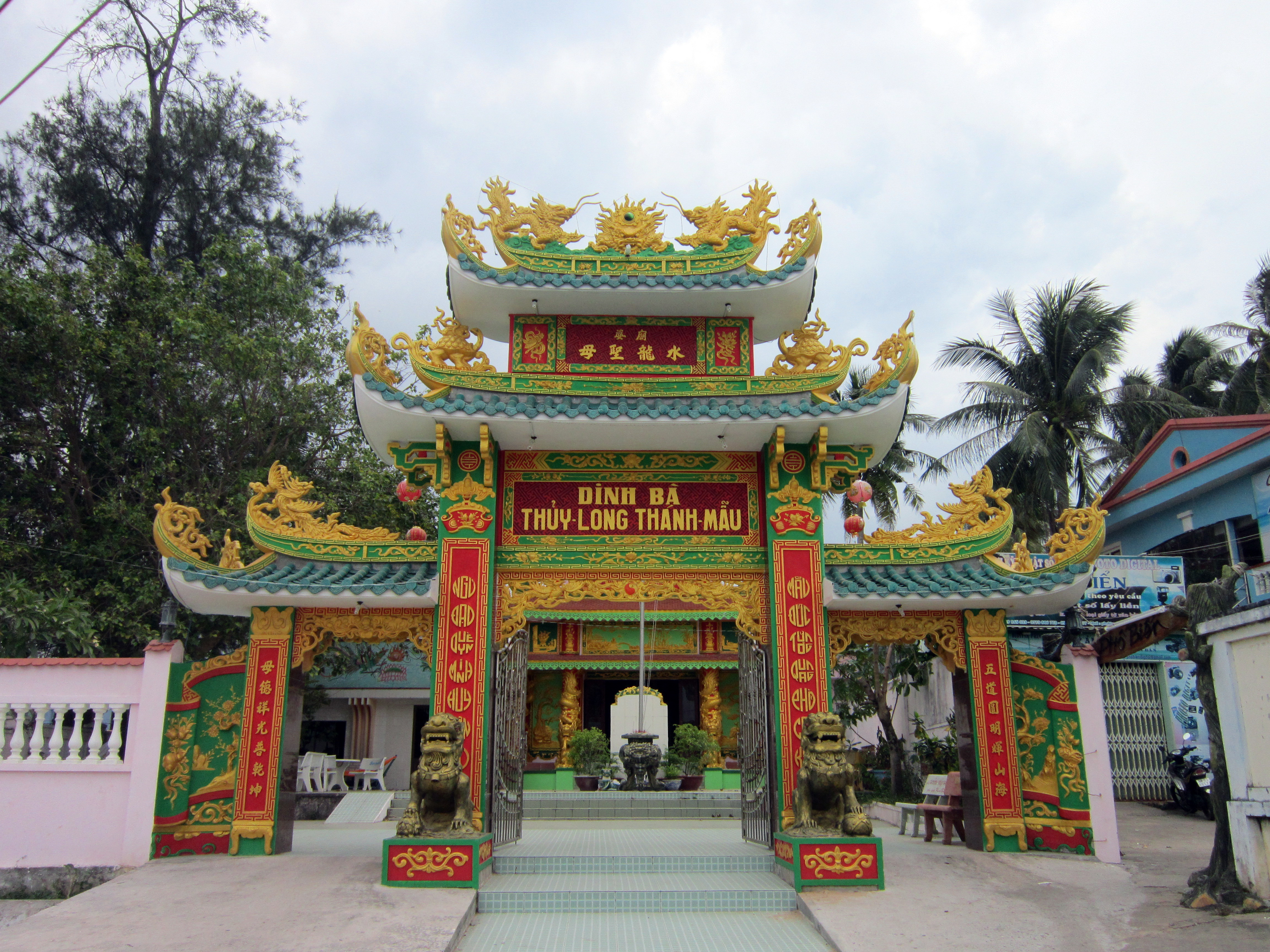
Puerta del Santuario de Bà Thủy Long Thánh Mẫu, o simplemente Santuario de Bà, en Dương Đông.

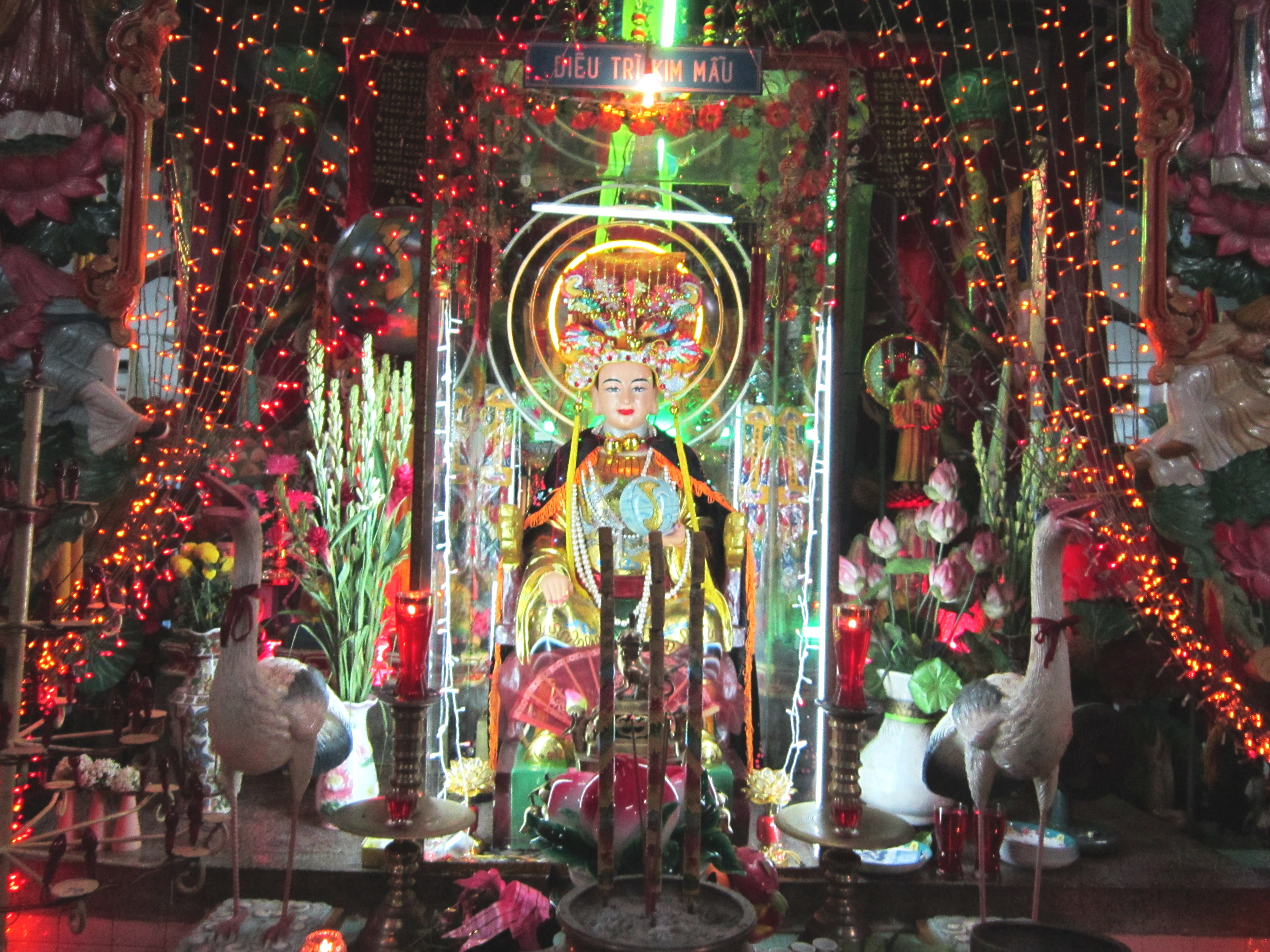
Altar dedicado a Tây Vương Mẫu (Xi Wangmu) en un santuario de Sóc Trăng.

Bandera de cinco colores

La religión tradicional vietnamita o también llamada Đạo Lương es la religión étnica del pueblo vietnamita. Aproximadamente el 45,3% de la población de Vietnam son seguidores de esta religión. La religión carece de un sistema organizado, conformando más bien un conjunto de tradiciones de culto locales dedicadas al thần , término que puede traducirse como "espíritus", "dioses" o "poderes generativos". Estos dioses pueden ser deidades de la naturaleza o de índole nacional, así también como deidades tutelares o dioses ancestrales. Estos últimos son a menudo personas heroicas deificadas. La mitología vietnamita conserva una narrativa que cuenta las acciones de muchos de los dioses cósmicos y héroes culturales. La religión indígena vietnamita a veces se identifica como confucianismo ya que conlleva valores que fueron enfatizados por Confucio.
Đạo Mẫu es una forma distinta de religión popular vietnamita, que otorga prominencia a algunas diosas madres.
El gobierno de Vietnam también categoriza a la sincrética Cao Đài como una forma de religión tradicional vietnamita, ya que reúne el culto de los espíritus thần o locales con el budismo , confucianismo y taoísmo , así como elementos del catolicismo y espiritismo.